# Acanthomolgus pollicaris
Acanthomolgus pollicaris är en kräftdjursart som beskrevs av Humes och Lewbel 1977. Acanthomolgus pollicaris ingår i släktet Acanthomolgus och familjen Rhynchomolgidae. Inga underarter finns listade i Catalogue of Life.